# Santa Bárbara (Minas Gerais)
Santa Bárbara è un comune del Brasile nello Stato del Minas Gerais, parte della mesoregione Metropolitana di Belo Horizonte e della microregione di Itabira.